# وینتربورو (آلاباما)
وینتربورو (به انگلیسی: Winterboro) یک منطقهٔ مسکونی در ایالات متحده آمریکا است که در شهرستان تالادیگا، آلاباما واقع شده‌است. وینتربورو ۱۵۵٫۱۵ متر بالاتر از سطح دریا واقع شده‌است.